# 林海音
林 海音（りん かいいん）は台湾の女流作家。本名は林含英。小名は英子。

## 経歴
台湾苗栗籍の客家人。両親が日本で事業経営していた関係で林海音は大阪で出生している。出生後台湾に戻るが、1923年に北京に移住、城南地区の廠甸小学、春明女子中学、北京新聞専科学校を卒業している。林海音の父親は12歳の時に死去しており、残された母親と共に弟2人、妹3人を育てている。卒業後は『世界日報』の見習い記者として勤務し、作家であるzh:夏承楹と結婚している。その後は1948年に台湾に再度移住、『聯合報』の副刊に10年にわたり主筆した。1955年、エッセイ集『冬青樹』を初出版。1960年に小説『城南旧事』を発表し、小説家としての地位を確立した。また、1967年には文学雑誌『純文学』を創刊し、若い作家の育成にも努めた。
晩年は糖尿病、脳卒中、肺炎に苦しみ、内臓機能の低下により2001年12月1日11時46分に死去している。
林海音の残した言葉に「有人得意、看背影就可以知道。有人失意，聴脚歩音就可以知道（得意げな人は後姿を見れば分かり、失意にある人は足音を聴けば分かる）」がある。

## 著作
- 『曉雲』
- 『城南旧事』
- 『婚姻的故事』
- 『金鯉魚的百襉裙』
- 『緑藻與鹹蛋』
- 『冬青樹』
- 『我的京味児回憶録』
- 『写在風中』
- 『剪影話文壇』
- 『春声已遠』
- 『作客美国』
- 『芸窗夜読』